# Karl Anton Rickenbacher
Karl Anton Rickenbacher (Basilea, 20 maggio 1940 – Montreux, 28 febbraio 2014) è stato un direttore d'orchestra svizzero.

## Biografia
Nato a Basilea, Rickenbacher studiò al Conservatorio di Berlino con Herbert von Karajan. Prese parte a corsi di perfezionamento con Pierre Boulez. È stato assistente alla direzione dell'Opera di Zurigo dal 1966 al 1969. È stato il primo maestro di cappella della Stadt Buhnen Freiburg dal 1969 al 1975. È stato direttore musicale della Westphalian Symphony Orchestra dal 1976 al 1985. È stato direttore principale dell'Orchestra Sinfonica Scozzese della BBC dal 1978 al 1980. Nel 1987 è stato nominato direttore ospite principale della BRT Philharmonic Orchestra belga.
Le registrazioni di Rickenbacher includono quelle delle sinfonie studentesche di Richard Strauss, come parte del suo gruppo di registrazioni intitolato "The Unknown Richard Strauss".
È morto per un attacco di cuore nel 2014, all'età di 73 anni.